# Rosa sericea
Rosa sericea — вид рослин з родини розових (Rosaceae); поширений в пн. Індії, Бутані, пн. М'янмі, Непалі, пд.-зх. Китаї, ймовірно в пн.-сх. Пакистані.

## Опис
Кущ сильно розгалужений, до 2–3 м заввишки. Колючки чітко стиснуті, дуже широкі біля основи, (молоді) каштаново-червоні, численні, часто суміжні, іноді змішані з голкоподібними колючками. Листочків 9–17, завдовжки до 30 мм, довгасто-еліптичні, гострі на верхівці, просто пилчасті, часто цілісні в нижній половині, голі або запушені. Квітки поодинокі, до 35 мм у діаметрі; пелюстків 4, білі; чашолистків 4, цілі, прямовисні або висхідні в плодах, стійкі. Плоди шипшини грушоподібні, на короткій потовщеній ніжці, червоні, коли дозрівають.

## Поширення
Поширений в пн. Індії, Бутані, пн. М'янмі, Непалі, пд.-зх. Китаї, ймовірно в пн.-сх. Пакистані.

## Галерея

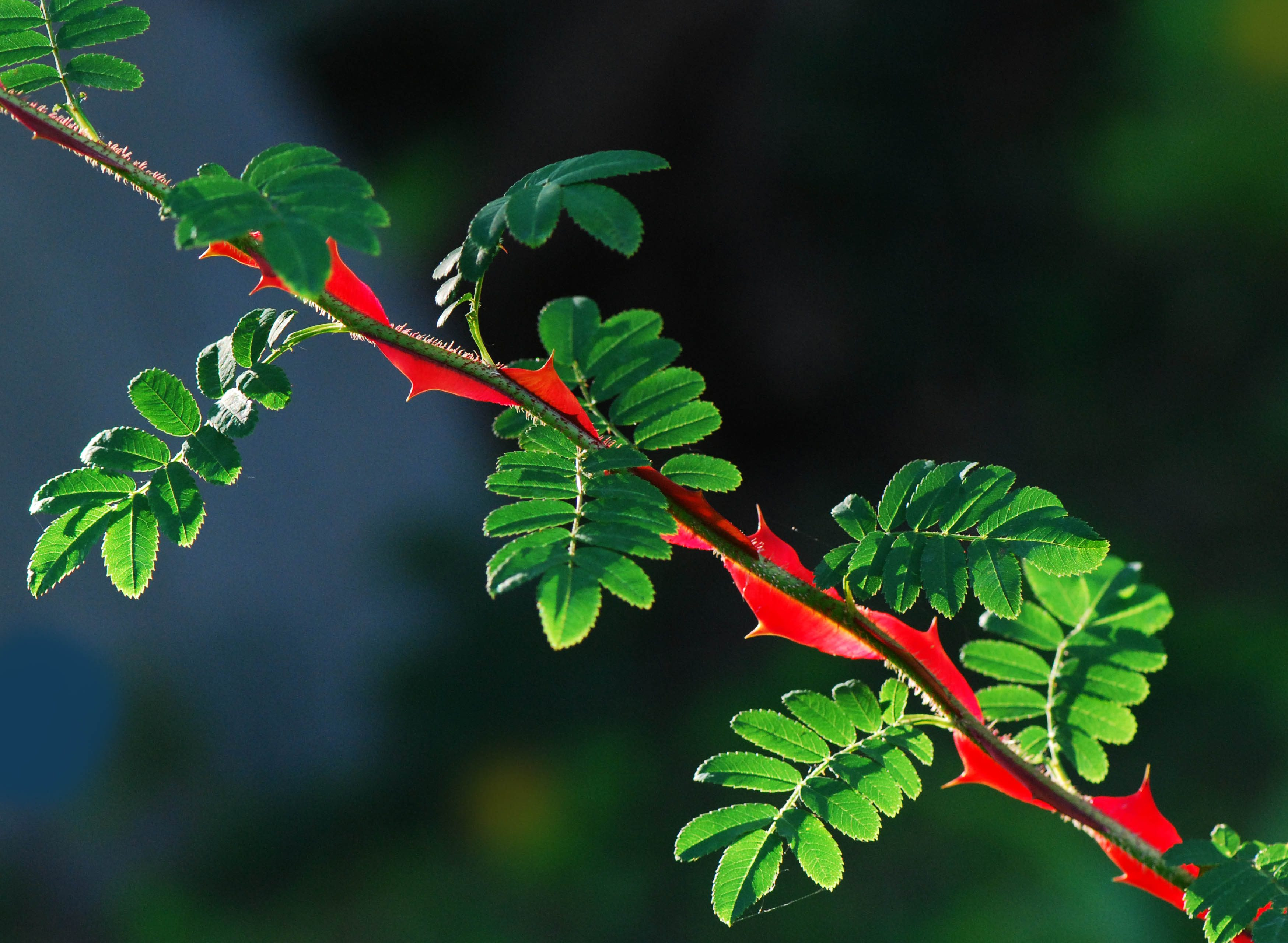
пагін
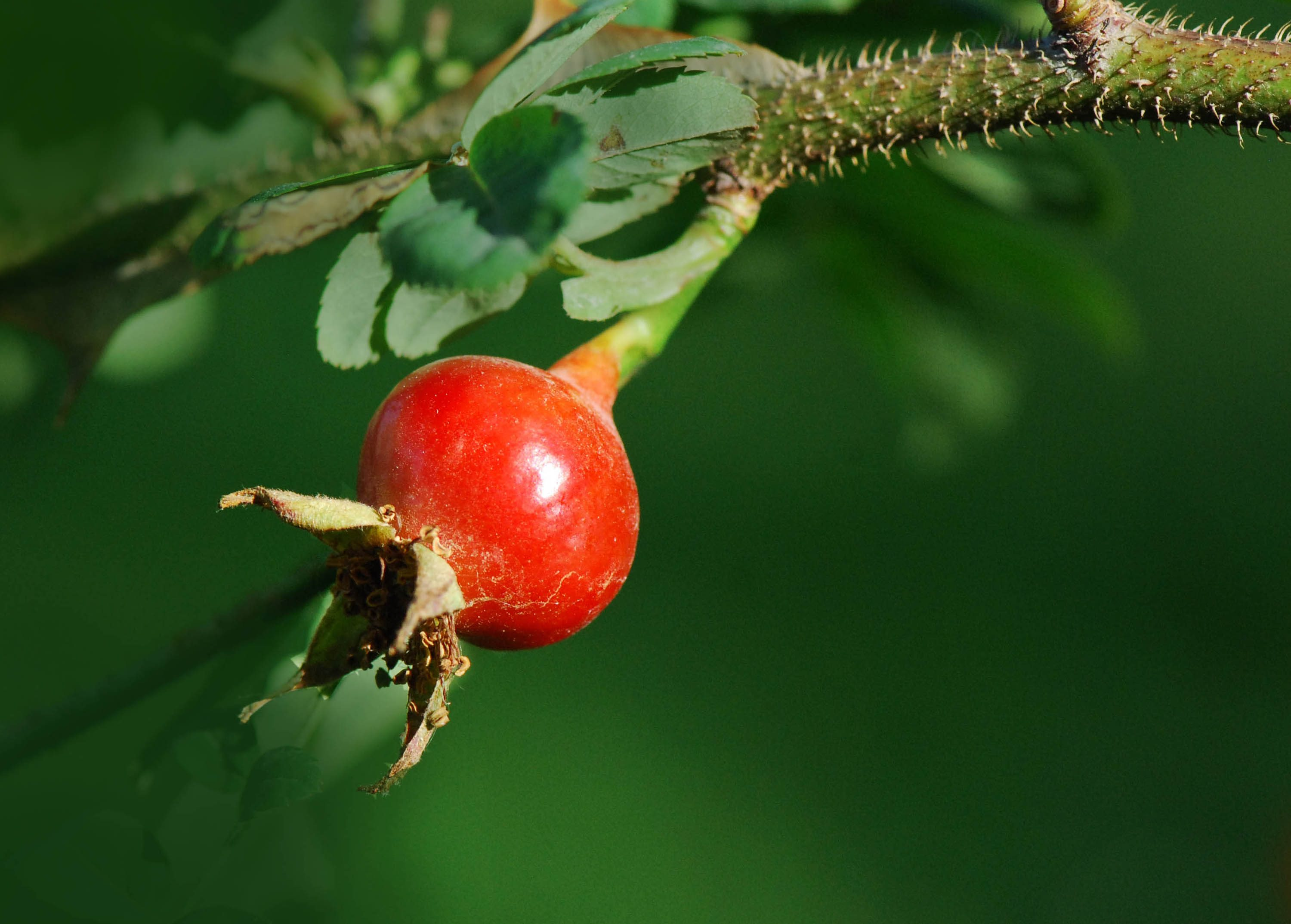
плід шипшини
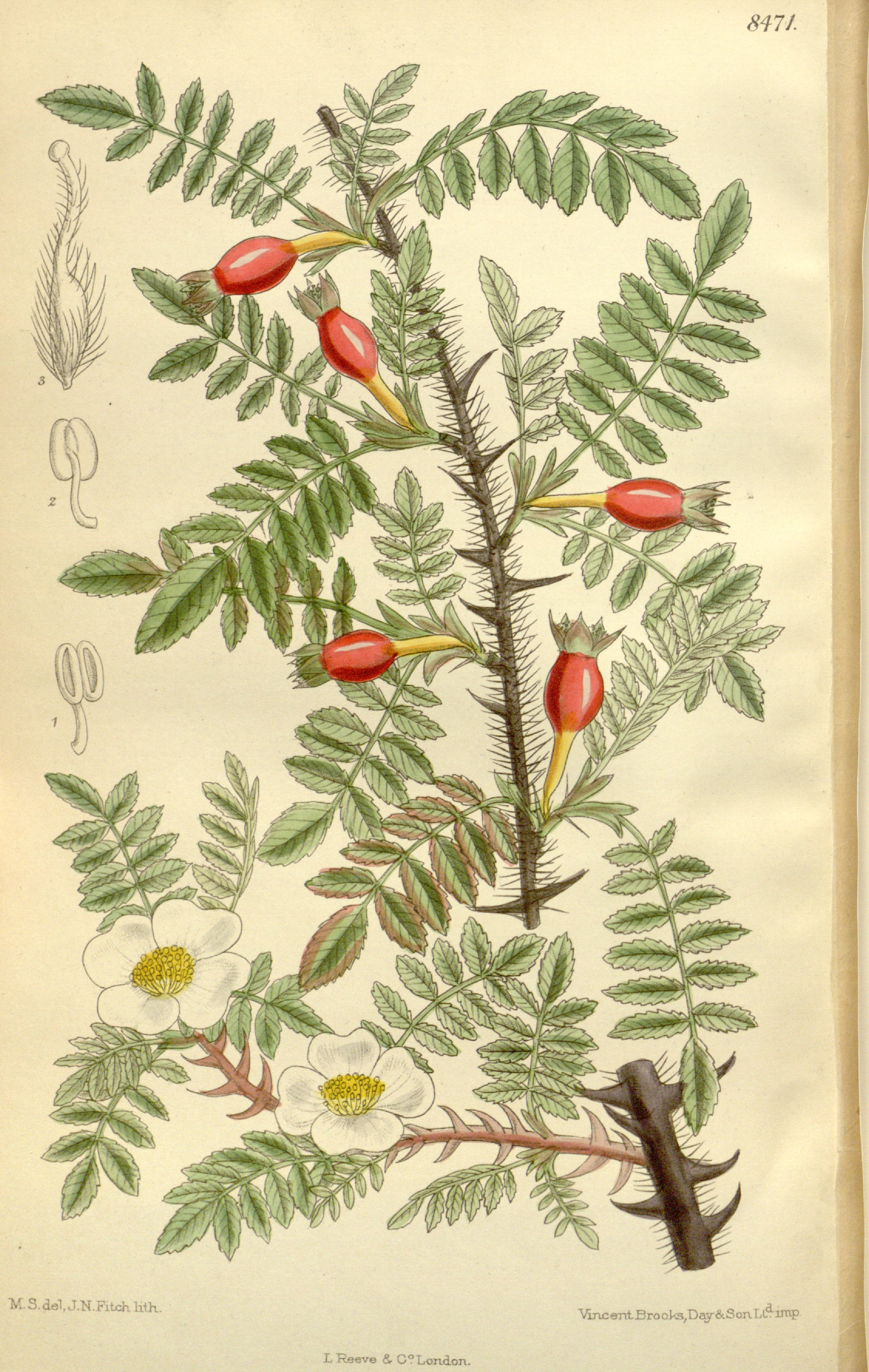
ілюстрація